# Cirsium vulgare
Cirsium vulgare là một loài thực vật có hoa trong họ Cúc. Loài này được (Savi) Ten. mô tả khoa học đầu tiên năm 1835. Nó là quốc hoa của Scotland.